# Католицька церква в Сербії
Като́лицька це́рква в Се́рбії — третя християнська конфесія Сербії. Складова всесвітньої Католицької церкви, яку очолює на Землі римський папа. Керується конференцією єпископів. Станом на 2004 рік у країні нараховувалося близько 541 000 католиків (5,48% від усього населення). Існувало 7 діоцезій, які об'єднували 265 церковних парафій.  Кількість  священиків — 251 (з них представники секулярного духовенства — 205, члени чернечих організацій — 46), постійних дияконів — 7, монахів — 57, монахинь — 319.